# Valheim
Valheim es un videojuego de supervivencia y sandbox del desarrollado por el estudio sueco Iron Gate Studio y publicado por Coffee Stain Studios. Se lanzó en acceso anticipado el 2 de febrero de 2021 para Linux y Windows a través de Steam, y para Xbox One y Xbox Series X/S el 14 de marzo de 2023. El juego fue desarrollado por un equipo de cinco personas, basándose en el trabajo de desarrollo que el CEO del estudio, Richard Svensson, había realizado como proyecto paralelo en su tiempo libre. Desde su lanzamiento en acceso anticipado, Valheim logró éxito comercial y de crítica, siendo elogiado como una "rara excepción" de un juego refinado de acceso temprano. Un mes después de su lanzamiento, había vendido más de cinco millones de copias..

## Trama
Valheim tiene lugar en un mundo en donde los vikingos asesinados van para demostrar que son aptos para los salones de Valhalla. Como tal, el jugador comienza sin nada y pronto descubre que para llegar al más allá nórdico, debe derrotar a los males que acechan a Valheim. Guiado únicamente por sus instintos y las ocasionales pistas de un cuervo, el jugador debe prepararse para luchar contra los enemigos jurados del propio Odín. El término "Valheim" denota un décimo mundo ficticio dentro del árbol de mundos Yggdrasil de la mitología nórdica.

## Jugabilidad
Valheim es un videojuego de supervivencia de mundo abierto que se juega desde una perspectiva en tercera persona. Como vikingo caído, el jugador debe fabricar herramientas, construir refugios y luchar contra enemigos para sobrevivir. El juego utiliza gráficos estilizados en 3D de baja resolución, con un sistema de combate inspirado en los juegos de acción. Valheim también admite el juego cooperativo con hasta diez personas y enfrentamientos jugador contra jugador opcionales. 
Después de crear su personaje, los jugadores pueden crear un mundo que se genera de forma procesal a partir de una semilla de mapa. Cada mundo está dividido en varios biomas, como praderas, el bosque negro, pantanos, montañas, llanuras, océanos, las Mistlands (tierras de niebla), el Norte Profundo y las Ashlands (tierras de ceniza). Cada bioma tiene sus propios enemigos, elementos y jefes únicos. Valheim opera en un ciclo diurno y nocturno dentro del juego.
Para sobrevivir, el jugador debe recolectar recursos naturales, ya sea mediante la búsqueda de comida, la caza, la minería o la agricultura. Estos recursos se utilizan para construir refugios, fabricar herramientas y equipos y forjar armas. El jugador cuenta con una barra de salud, así como una barra de resistencia, la cual se agota a medida que el jugador realizan acciones como correr y atacar. Para reponerlas, los jugadores pueden comer. Esto no sólo puede restaurar la salud y la resistencia, sino que también puede aumentar temporalmente la cantidad de vida o resistencia más allá de la que uno tiene, dependiendo de la variación y calidad de los alimentos que se comen. El juego utiliza un sistema de niveles de habilidad que abarca desde bloquear hasta correr. Cada habilidad se puede aumentar hasta un nivel de 100 y tiene diferentes efectos en las mecánicas del juego. Por ejemplo, la habilidad de lanzas determinará el daño que el jugador puede hacer con las lanzas, mientras que la habilidad de correr determinará cómo se drena la resistencia mientras el jugador corre.
El objetivo principal del juego es matar a los seis jefes ubicados en diferentes biomas del juego. Para convocar a cada jefe, los jugadores deben viajar al altar de cada jefe y entregar un objeto específico como ofrenda. Los jefes soltarán un trofeo coleccionable cuando los maten; Este trofeo se puede colocar en un altar central para otorgar a cada jugador un potenciador especial. Los potenciadores se pueden usar infinitamente, pero el jugador debe esperar un breve período entre usos. El combate utiliza armas de una y dos manos, escudos, arcos y lanzas. Los jugadores pueden viajar a través de los diferentes biomas ya sea a pie o en barcos artesanales, que van desde balsas hasta diferentes tipos de barcos vikingos.

## Desarrollo
Valheim lo desarrolló Iron Gate Studio, un pequeño estudio de desarrollo de juegos sueco formado durante la producción del juego. Los cofundadores del estudio, Richard Svensson y Henrik Tornqvist, eran compañeros de trabajo en una empresa local de desarrollo de juegos llamada Pieces Interactive. Antes de Valheim, Svensson había comenzado a desarrollar un juego de simulación llamado Tolroko en su tiempo libre; sin embargo, este juego finalmente nunca se publicó. Según Tornqvist, Svensson se dio cuenta de que era "redundante implementar sistemas de simulación por sí mismos, y no por el jugador". En su próximo juego, Svensson quería crear una experiencia de mundo abierto donde sus simulaciones mejoraran la experiencia del jugador. Svensson comenzó a trabajar en Valheim en 2017 bajo el título provisional de Fejd (en sueco, "pelea"). El desarrollador dejó Pieces Interactive en 2018 para trabajar en Valheim a tiempo completo y convenció a Tornqvist para que se uniera a él ese mismo año. El juego se lanzó en versión alfa en junio de 2018 y se lanzó oficialmente en acceso anticipado el 2 de febrero de 2021, sin que se haya anunciado una fecha de lanzamiento completa hasta el momento.
Está previsto un soporte continuo para el juego, que implica la expansión de biomas inacabados, así como mejoras en las mecánicas fundamentales del juego. Iron Gate Studio actualizó el juego el 16 de septiembre de 2021 con la actualización "Hearth & Home". Esta actualización trajo mejoras generales al juego e introdujo nueva comida, armas y opciones de construcción. Un año más tarde, en diciembre de 2022, Iron Gate lanzó la actualización "Mistlands". La actualización agregó un nuevo bioma (las Mistlands), junto a nuevo contenido. Este incluía enemigos, NPC neutrales, eventos aleatorios, elementos, comida, piezas de construcción, el sexto jefe principal, estaciones de elaboración, armas y algunas otras características diversas. La actualización también incluyó la adición de un sistema mágico (y cuatro armas mágicas para acompañarlo).
Durante el Xbox Games Showcase 2022 Extended, el 14 de junio, se anunció que Valheim llegaría a Windows 10 a través de Microsoft Store en el tercer trimestre de 2022, y más tarde, en el segundo trimestre de 2023, a las consolas Xbox One y Xbox Series X/S. Estas versiones, desarrolladas por los estudios externos Piktiv y Fishlabs, admitirían juegos multiplataforma y se lanzarían directamente en Xbox Game Pass. Mientras tanto, Iron Gate Studio se centraría en la "experiencia central de Valheim y sus próximos hitos importantes de actualización". En febrero de 2023, se anunció que el juego se lanzaría en acceso anticipado en consolas el 14 de marzo de 2023.
Su banda sonora  fue lanzada el 29 de octubre de 2021 por Iron Gate AB, para streaming en Spotify y compra en Steam.

## Recepción
Valheim ha recibido críticas positivas por parte de la crítica especializada. IGN Nordic le dio una calificación de 9/10, afirmando que tiene "arte y música excelentes que destacan un mundo que genera infinitas historias emocionantes". PC Gamer calificó a Valheim como una "rara excepción" para los juegos de acceso temprano, además de afirmar que el juego "se siente refinado y satisfactorio tal como es ahora". El Washington Post apreció que Valheim no dio más detalles sobre ciertos elementos del juego y la historia, lo que permitió a sus fanáticos construir un sentido de comunidad entre sí al compartir cosas como ideas de diseño y teorías sobre la historia del juego.

### Premios y reconocimientos
Valheim fue nominado a Mejor juego independiente debut y Mejor juego multijugador en los The Game Awards 2021. El juego también fue nombrado Juego del año 2021 por la revista PC Gamer. Posteriormente, ganó el Premio al Mejor Debut y del Público en los Game Developer's Choice 2022.